# Spirogyra
Spirogyra („Schraubenalge“) ist eine Gattung der Grünalgen. Sie gehört zur Familie der Zygnemataceae und damit zu den Jochalgen. 
Die fadenförmigen (trichalen) Spirogyra-Arten treten häufig im Frühjahr in ruhigen, eutrophen Gewässern als frei schwebende, fädige, hellgrüne „Watte“ auf. Der Sauerstoff, den sie bei genügend Wärme- und Lichtzufuhr produzieren, bildet dazwischen kleine Blasen. Dadurch steigen die Algen zur Wasseroberfläche auf.

## Besonderheiten

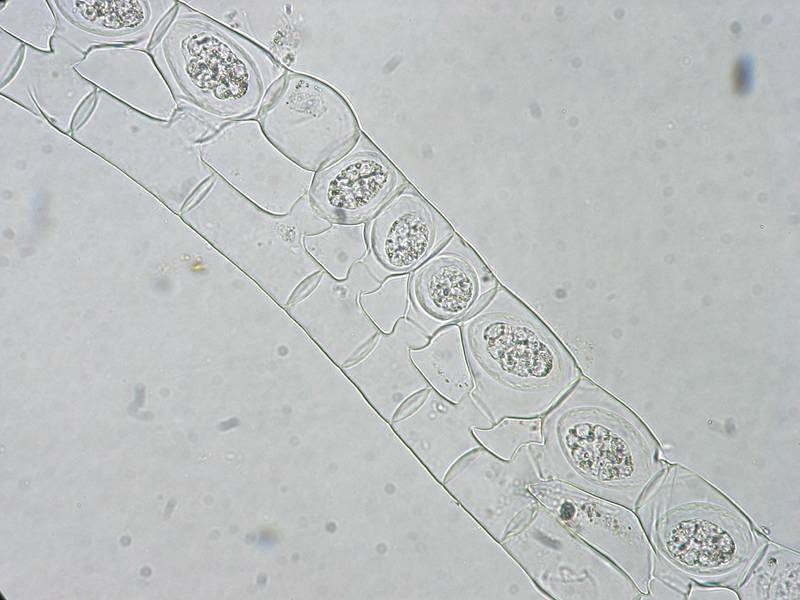
Konjugation bei Spirogyra

Der Chloroplast ist spiralförmig um die Vakuole gewunden, daher der Name Spirogyra.

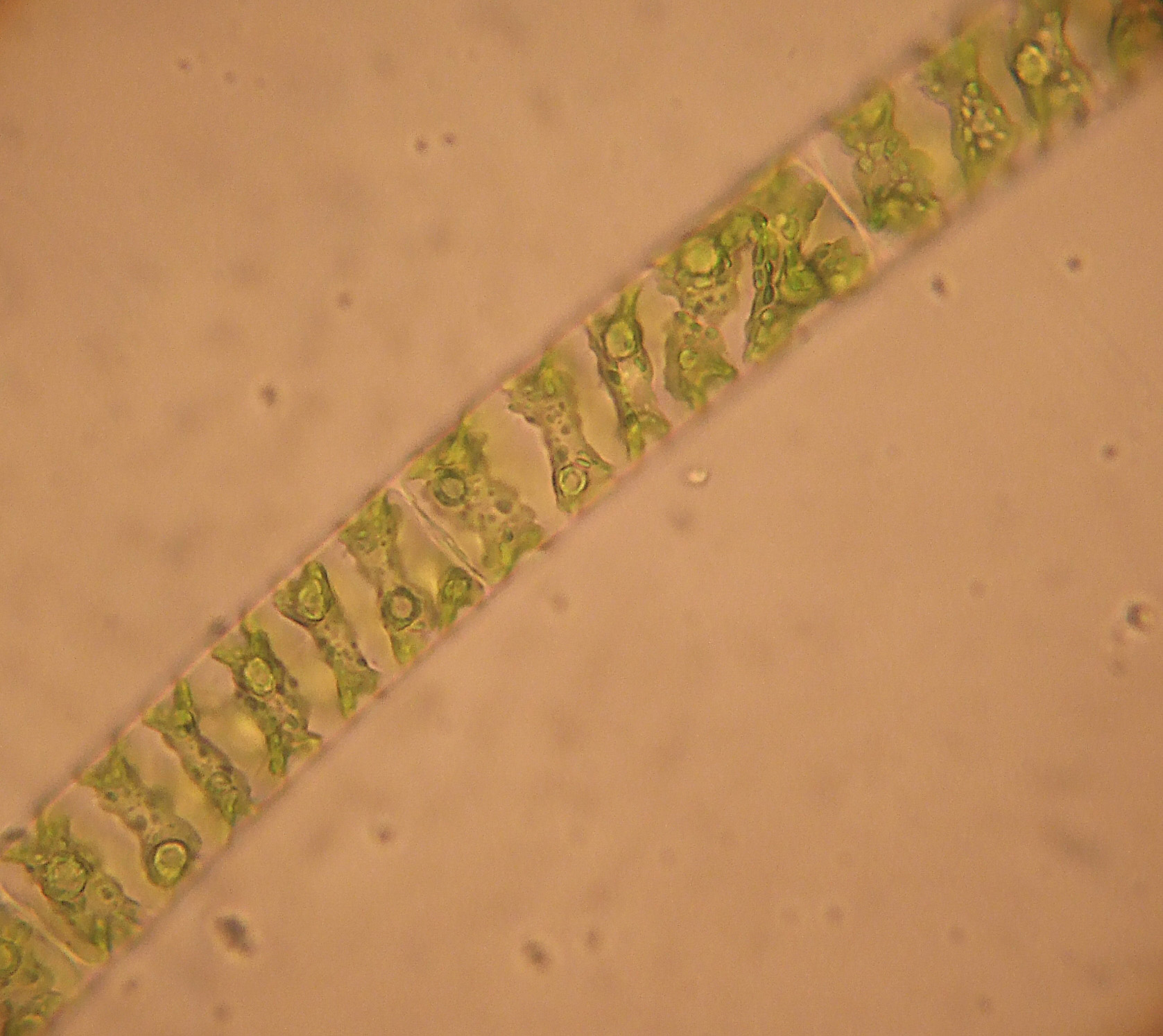
Spirogyra im Lichtmikroskop
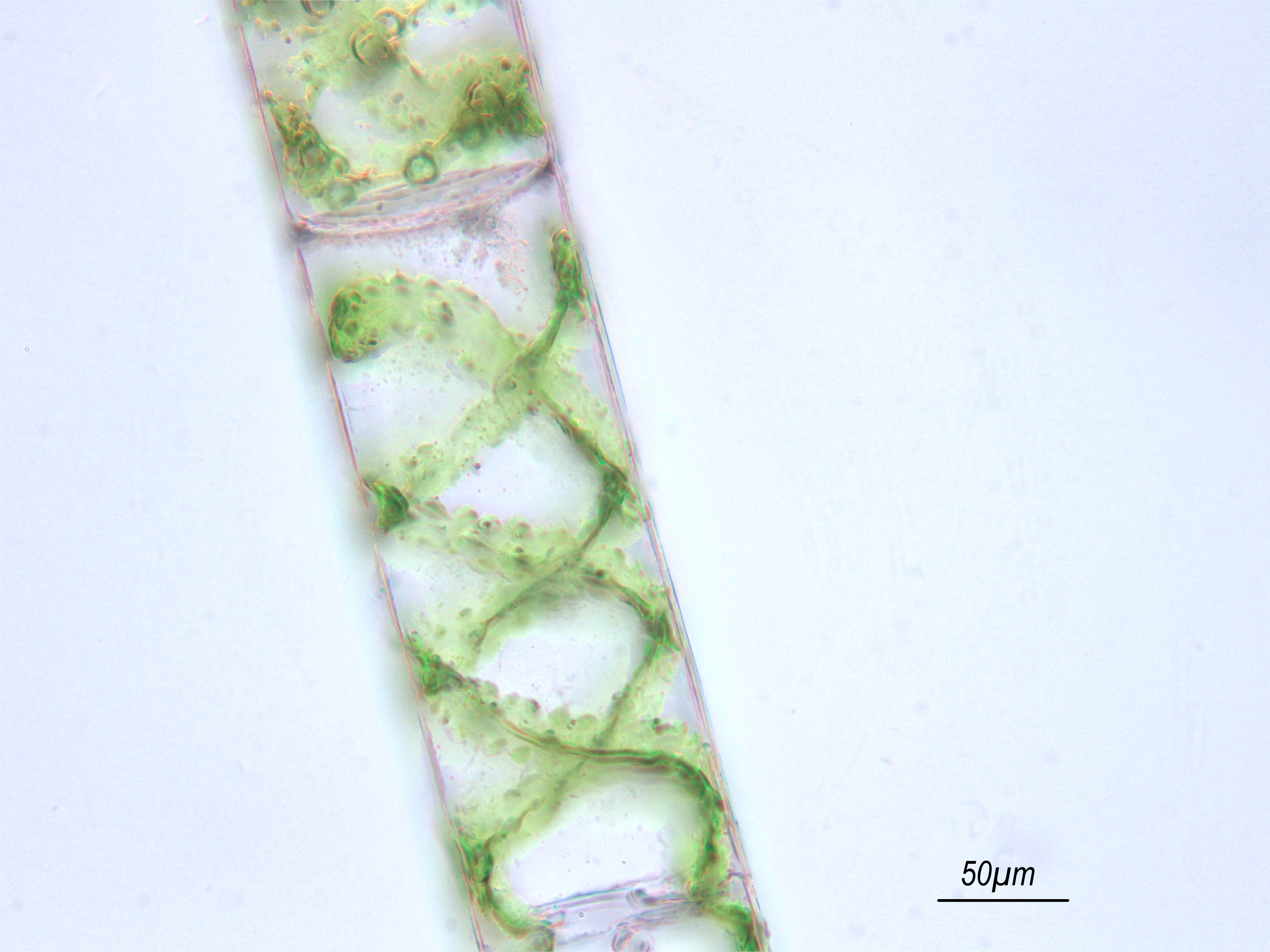
Spirogyra im Durchlichtmikroskop
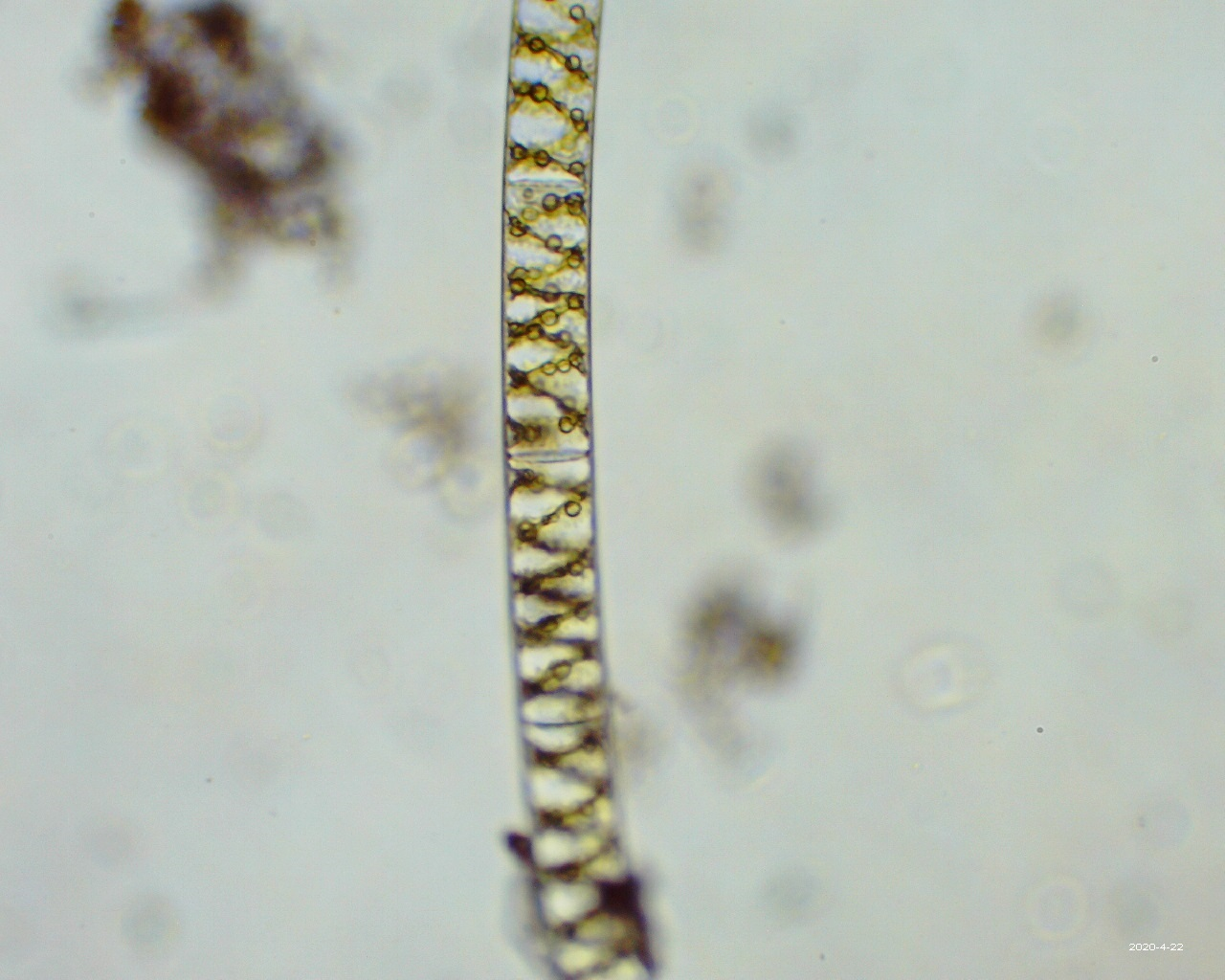
Spirogyra im Hellfeld
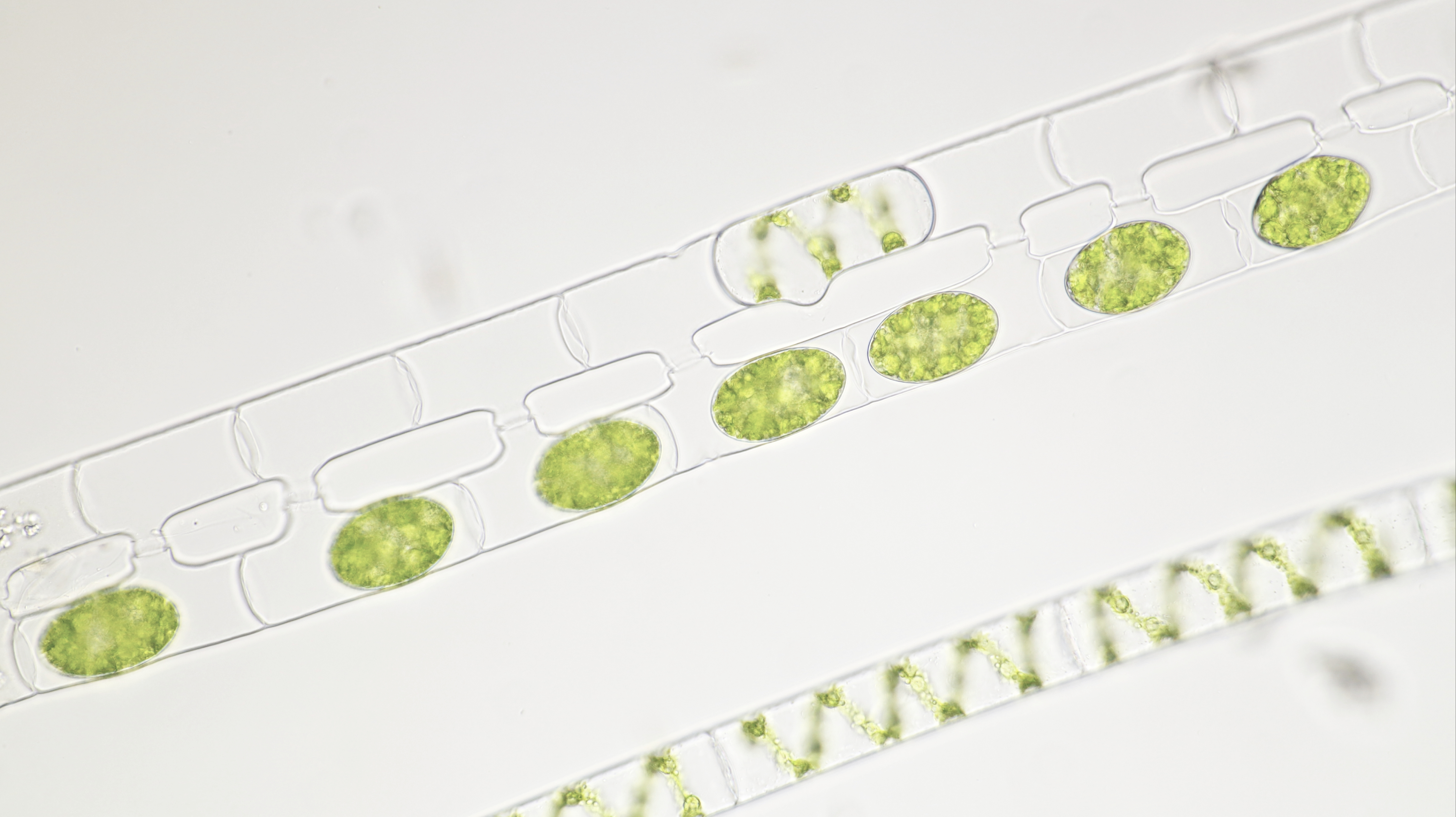
Konjugation bei der Spirogyra

Die Spirogyra-Arten haben keine begeißelten Stadien. Zur Vermehrung können sie, wie es für die Jochalgen typisch ist, Verbindungskanäle für die Übertragung von Gameten bilden (Konjugation).
Eine besondere Fähigkeit der Zygnemataceae und damit auch der Spirogyra-Arten ist es, bei Knappheit an gelöstem Kohlendioxid auch das ionische Hydrogencarbonat zur Photosynthese verwerten zu können. Dabei geben sie Hydroxidionen ab, sodass das Wasser in der Umgebung der Algenwatte einen pH-Wert von bis zu 11 erreichen kann.
Fossilien der Gattung Spirogyra sind bereits aus dem Karbon bekannt.

## Arten
Weltweit sind über 500 Spirogyra-Arten bekannt. Alleine in Mitteleuropa existieren mindestens 120 Arten, zum Beispiel:
- Spirogyra mirabilis
- Spirogyra setiformis
- Spirogyra varians
- Spirogyra fluviatilis
- Spirogyra majuscula
- Spirogyra juergensii
- Spirogyra calospora
- Spirogyra weberi